# Buliao qing
Buliao qing is een Standaardmandarijns lied dat vooral populair was in de jaren vijftig tot zestig van de 20e eeuw in Taiwan en Hongkong. Buliao qing betekent onmogelijk om van te houden. Het werd voor het eerst gezongen door Koo Mei. Het lied maakte haar ontzettend populair. De muziek van Buliao qing is gecomponeerd door Wang Fuling/王福齡 en de tekst is geschreven door Tao Qin/陶秦. Het lied gaat over een vrouw die haar overspelige echtgenoot wil verlaten, maar aan zit te twijfelen, want ze houdt zoveel van hem.

## De tekst van het lied, intraditioneel Chinees
忘不了 忘不了 忘不了你的錯 忘不了你的好
忘不了雨中的散步 也忘不了那風裡的擁抱
忘不了 忘不了 忘不了你的淚 忘不了你的笑
忘不了葉落的惆悵 也忘不了那花開的煩惱
寂寞的長巷 而今斜月清照
冷落的鞦韆 而今迎風輕搖
它重覆你的叮嚀 一聲聲 忘了 忘了
它低訴我的衷曲 一聲聲 難了 難了
忘不了 忘不了 忘不了春已盡 忘不了花已老
忘不了離別的滋味 也忘不了那相思的苦惱

## De tekst van het lied, invereenvoudigd Chinees
忘不了 忘不了 忘不了你的错 忘不了你的好
忘不了雨中的散步 也忘不了那风里的拥抱
忘不了 忘不了 忘不了你的泪 忘不了你的笑
忘不了叶落的惆怅 也忘不了那花开的烦恼
寂寞的长巷 而今斜月清照
冷落的鞦韆 而今迎风轻摇
它重覆你的叮咛 一声声 忘了 忘了
它低诉我的衷曲 一声声 难了 难了
忘不了 忘不了 忘不了春已尽 忘不了花已老
忘不了离别的滋味 也忘不了那相思的苦恼

## De tekst van het lied, inHanyu Pinyin
wàng bù liǎo wàng bù liǎo wàng bù liǎo nǐ de cuò wàng bù liǎo nǐ de hǎo
wàng bù liǎo yǔ zhōng de sàn bù yě wàng bù liǎo nǎ fēng lǐ de yōng bào
wàng bù liǎo wàng bù liǎo wàng bù liǎo nǐ de lèi wàng bù liǎo nǐ de xiào
wàng bù liǎo yè là de chóu chàng yě wàng bù liǎo nǎ huā kāi de fán nǎo
jì mò de cháng xiàng ér jīn xié yuè qīng zhào
lěng là de qiū qiān ér jīn yíng fēng qīng yáo
tā chóng fù nǐ de dīng níng yī shēng shēng wàng le wàng le
tā dī sù wǒ de zhōng qū yī shēng shēng nán le nán le
wàng bù liǎo wàng bù liǎo wàng bù liǎo chūn yǐ jìn wàng bù liǎo huā yǐ lǎo
wàng bù liǎo lí bié de zī wèi yě wàng bù liǎo nǎ xiāng sī de kǔ nǎo

## Vertaling
Onvergetelijk, onvergetelijk, onvergetelijk zijn je fouten, onvergetelijk zijn je goede dingen.
Onvergetelijk zijn jouw wandelingen in de regen, ook onvergetelijk is die winderige omhelsing.
Onvergetelijk, onvergetelijk, onvergetelijk zijn jouw tranen, onvergetelijk is jouw gelach.
Onvergetelijk zijn de bladeren die teleurgesteld en droevig vallen, ook onvergetelijk zijn de bloemen die droevig openen.
De eenzame, lange steeg. Nu schijnt de hellende maan helder.
Het koelwordende gewing. Nu huppelend in de wind.
Zij/Hij/Het zal jou haast keer op keer weer bedekken. Geluid. Al vergeten, al vergeten.
Zij/Hij/Het vertelt laag mijn lied van innerlijke emotie. Geluid. Al moeilijk, al moeilijk.
Onvergetelijk, onvergetelijk, onvergetelijk is de jeugd(igheid) die aan zijn eind komt. Onvergetelijk zijn de bloemen die al oud zijn.
Onvergetelijk is de smaak van verlaten, ook onvergetelijk is de moeilijke denken van ons werderzijds.